# Jag törstar och jag längtar
Jag törstar och jag längtar är en psalm med text från 1900 av Henry J. Zelley. Musik till versen är skriven av Henry L. Gilmour och refrängen av Clarence Strouse. Texten översattes till svenska av Thomas Ball Barratt och bearbetades 1916 av Lewi Pethrus.

## Publikation
- Segertoner 1988 som nr 568 under rubriken "Att leva av tro - Glädje - tacksamhet".[1]

### Fotnoter
1. 1 2  Heinerborg, Karl-Erik; Lennart Jernestrand (1988). Segertoner melodisångbok. Stockholm: Förlaget Filadelfia. Libris 911558